# Луций Пулаен Гаргилий Антик
Луций Пулаен Гаргилий Антик (на латински: Lucius Pullaienus Gargilius Antiquus; на гръцки: Γαργίλιος Ἄντεικος) е римски управител на провинция Тракия (legatus Augusti pro praetore Thraciae) по времето на августите Антонин Пий, Марк Аврелий и Луций Вер вероятно от 160 до 161 г.
При Антонин Пий, участва в издаването на монетни емисии чрез градските управи на Филипопол (дн. Пловдив), Плотинопол (начало на монетосеченето за града) и Пауталия (дн. Кюстендил). При Марк Аврелий, участва в издаването на монетни емисии в Хадрианопол (дн. Едирне) и Перинт (дн. Ерегли). Името му е известно и от надпис от Никополис ад Иструм (дн. с. Никюп, по това време част от провинция Тракия). Вероятно веднага след поста провинциален легат, Антик е определен за суфектконсул в Рим през 162 г.